# K3曲面
数学において、K3曲面 (英: K3 surface) とは、不正則数が 0 で、自明な標準バンドルを持っているという複素解析的、もしくは代数的な滑らかな最小完備曲面をいう。
エンリケス・小平の曲面の分類では、それらは小平次元がゼロの曲面の 4つのクラスのうちの一つである。
K3曲面は、複素トーラスとともに 2次元のカラビ・ヤウ多様体である。ほとんどの複素K3曲面は代数的ではない。このことは、K3曲面を多項式により定義される曲面として射影空間へ埋め込むことができないことを意味する。K3曲面はラマヌジャンが1910年代に発見したが未発表に終わり、後に Weil (1958) が再発見して、3人の代数幾何学者（クンマー、ケーラー、小平邦彦）と当時未踏峰だったK2に因みK3曲面と名付けた。
| 「                                                                | Dans la seconde partie de mon rapport, il s'agit des variétés kählériennes dites K3, ainsi nommées en l'honneur de Kummer, Kähler, Kodaira et de la belle montagne K2 au Cachemire | 」 |
| —André Weil (1958, p.546)の「K3曲面」という名前の理由について引用 | |    |

## 定義
K3曲面の特徴づけに使える同値な性質は多数存在する。完備で滑らかな自明な標準バンドルを持つ曲面は、K3曲面と複素トーラス（もしくはアーベル多様体）なので、そこに何かしら後者を除外する条件を付け加えればK3曲面の定義になる。複素数上で曲面が単連結であるという条件が時として使われる。
定義にはいくつかの流儀があり、一部の研究者は射影曲面に限定しており、またデュヴァル特異点 (Du Val singularities)を持つ曲面を認める場合もある。

## ベッチ数の計算
上の定義と同値であるが、K3曲面 S は自明な標準バンドル KS = 0 を持ち、不正則数 q = 0 である曲面として定義することができる。したがって S から P1 への自明な写像が存在し、{\displaystyle q=h^{0,1}=\operatorname {dim} H^{1}(S,{\mathcal {O}}_{S})=0} である。
セール双対性より
{\displaystyle h^{2}(S,{\mathcal {O}}_{S})=h^{0}(S,K_{S})=1.}
となる。これと組み合わせると、オイラー標数
{\displaystyle \chi (S,{\mathcal {O}}_{S}):=\sum _{i}(-1)^{i}h^{i}(S,{\mathcal {O}}_{S})=2}
である。
一方、リーマン・ロッホの定理（ネターの公式）より、
{\displaystyle \chi (S,{\mathcal {O}}_{S})={\frac {1}{12}}(c_{1}(S)^{2}+c_{2}(S))}
であり、ここに、ci は i番目のチャーン類とする。KS は自明であるから、第一チャーン類 c1 = 0 である。オイラー数 e(S) は第二チャーン類 c2(S) に等しいので、e(S) = 24 を得る。したがって、b1 = 0, b2 = 22 である。

## 性質
1. 全ての複素K3曲面は、互いに微分同相である（小平邦彦が最初に証明した）。
Siu (1983) は、全ての複素K3曲面がケーラー多様体であることを示した。このケーラー多様体であるという事実と、カラビ予想のヤウによる解の結果として、K3曲面はリッチ平坦な計量を持つ。
2. K3曲面の (p,q)-番目のホッジ数は、具体的によく知られている。ホッジダイアモンドは、
|   |   | 1  |   |   |
|   | 0 |    | 0 |   |
| 1 |   | 20 |   | 1 |
|   | 0 |    | 0 |   |
|   |   | 1  |   |   |
| - | - | -- | - | - |

となる。
3. K3曲面の {\displaystyle H^{2}(S,\mathbb {Z} )} 上に、このことは格子構造を定義し、K3格子と呼ばれる。これは次のセクションに記述する。
上記のK3曲面の性質のおかげで、現在、代数幾何だけではなく、カッツ・ムーディ代数、ミラー対称性や弦理論で広く研究されている。特に、格子構造は、その上にネロン・セヴィリ群の構造をもつモジュラ性をもたらす。

## 周期写像
マーク付き（点の付いた）の複素K3曲面の荒いモジュライ空間が存在し、複素次元 20 の非ハウスドルフ的な滑らかな空間となる。複素K3曲面に対しては、周期写像が存在し、トレリの定理が成り立つ。
M が K3曲面 S と H1,1(S,R) のケーラー類のペアであれば、M は自然な方法で、60次元の実解析多様体となる。M から空間 KΩ0 への精密化された周期写像で、同型となるものが存在する。周期の空間は次のように明確に記述できる。
- L は偶のユニモジュラ格子（英語版） II3,19 である
- Ω はエルミート対称空間（英語版）であり、(ω, ω) = 0, (ω, ω*) > 0 である元 ω で表現されるような複素射影空間 L⊗C の元から構成される
- KΩ は (κ, E(ω)) = 0, (κ, κ) > 0 を満たす (L⊗R, Ω) の組 (κ, [ω]) の集合である
- KΩ0 は (d, d) = −2 である L の全ての d に対して (κd) ≠ 0 を満たす KΩ の元 (κ, [ω]) の集合である

## 射影的K3曲面
L をK3曲面上のラインバンドルとすると、一次系の中の曲線は種数 g となる。ここに、c12(L) = 2g − 2 である。このようなラインバンドル L を持つK3曲面を種数 g のK3曲面という。K3曲面は、g の異なる値に対し、 種数 g のK3曲面への写像を持つ多くのラインバンドルがあるかもしれない。ラインバンドルの切断の空間は g + 1次元なので、g 次元の射影空間へのK3曲面からの射が存在する。c12(L) = 2g − 2 である豊富なバンドル L を持つK3曲面のモジュライ空間 Fg が存在し、この空間は次元が g ≥ 2 に対し 19 次元で空集合ではない。Mukai (2006) は、g ≤ 13 であればモジュライ空間 Fg は単有理的であることを示し、V. A. Gritsenko, Klaus Hulek, and G. K. Sankaran (2007) は、g ≥ 63 であれば、モジュライ空間が一般型であることを示した。Voisin (2008) はこの分野のサーベイである。

## 弦双対性との関係
K3曲面は、弦双対性のほとんどの箇所に現れ、重要なツールを提供する。弦のコンパクト化に対して、K3曲面は、自明な空間ではないが、詳細な性質のほぼ全部を解明できる空間である。タイプ IIA 弦、タイプ IIB 弦、E8 × E8 ヘテロ弦、Spin(32)/Z2 ヘテロ弦、および M-理論は、K3曲面上のコンパクト化により関連付けらることができる。例えば、K3曲面上へコンパクト化されたタイプ IIA 弦は、4-トーラス上へコンパクト化されたヘテロ弦に等価である。Aspinwall (1996)

## 例
- 非特異な次数 6 の曲線に沿って分岐した射影平面の二重被覆は、種数 2 のK3曲面である。
- クンマー曲面（英語版）(Kummer surface)は、2次元のアーベル多様体 A の作用 a → −a による商である。この結果は、Aの 2-トーションの点で 16個の特異点を持つという結果になる。この商の最小特異点解消(minimal resolution)は、種数 3 のK3曲面である。
- P3 の中の次数 4 の非特異曲面は、種数 3 のK3曲面である。
- P4 の中の 2次と 3次の交叉は、種数 4 のK3曲面である。
- P5 の中の 3つの 2次の交叉は、種数 5 のK3曲面である。
- Brown (2007) にK3曲面の計算機によるデータベースが掲載されている。